# یواس‌اس ریوال (ام‌اس‌او-۴۶۸)
یواس‌اس ریوال (ام‌اس‌او-۴۶۸) (به انگلیسی: USS Rival (MSO-468)) یک کشتی بود که طول آن ۱۷۲ فوت (۵۲ متر) بود. این کشتی در سال ۱۹۵۳ ساخته شد.